# Kościół św. Józefa w Opolu-Szczepanowicach
Kościół św. Józefa – rzymskokatolicki kościół parafialny położony w Opolu-Szczepanowicach. Kościół należy do Parafii św. Józefa w Opolu-Szczepanowicach, w dekanacie Opole-Szczepanowice, w diecezji opolskiej.

## Historia kościoła

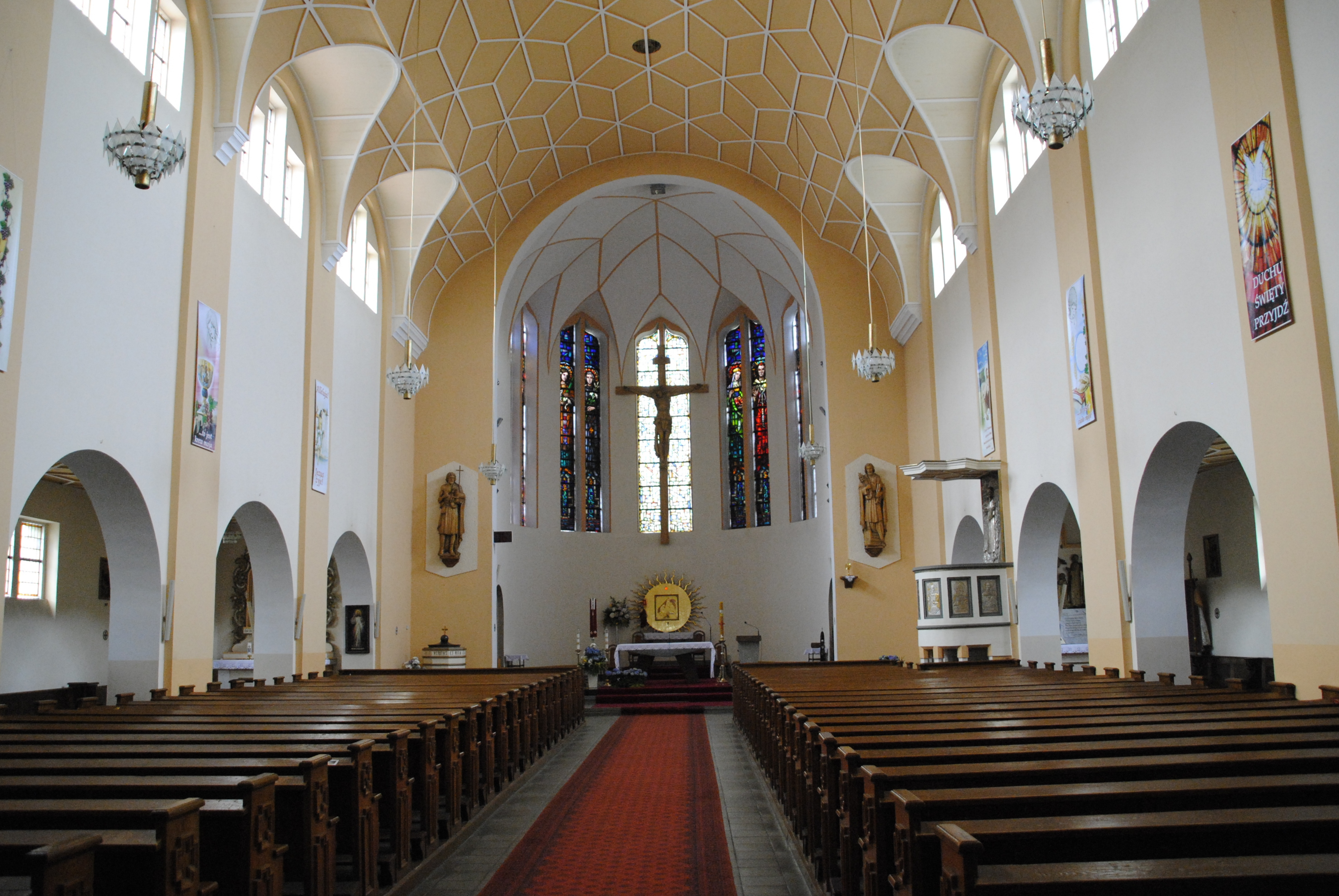
Wnętrze świątyni

Plany budowy kościoła w Opolu-Szczepanowicach powstały w XIX wieku. Realizacja ich nastąpiła w latach 20. XX wieku. Duży wpływ na ich realizację miał ksiądz prałat Józef Kubis, proboszcz parafii Podwyższenia Krzyża Świętego w Opolu. Wiosną 1928 roku, rozpoczęto prace budowlane, według projektu architekta Kicktona z Poczdamu. Budowę nadzorował radca budowlany Mokros z Opola. 28 października 1928 roku wmurowano kamień węgielny. Świątynię konsekrował 6 października 1929 roku, biskup ordynariusz diecezji wrocławskiej ks. kardynał Adolf Bertram.